# Benito Jerónimo Feijoo
Benito Jerónimo Feijoo y Montenegro (Pereiro de Aguiar, Orense, 1676 - Oviedo, 1764) est un philosophe espagnol, essayiste et homme d'Église de l'ordre des Bénédictins, auteur de Teatro Crítico Universal. À la fin de sa vie, à Oviedo, il fut abbé du collège de San Vicente d'Oviedo, dans lequel il mourut. Il est enterré à Oviedo, dans l'église Santa María de la Corte.

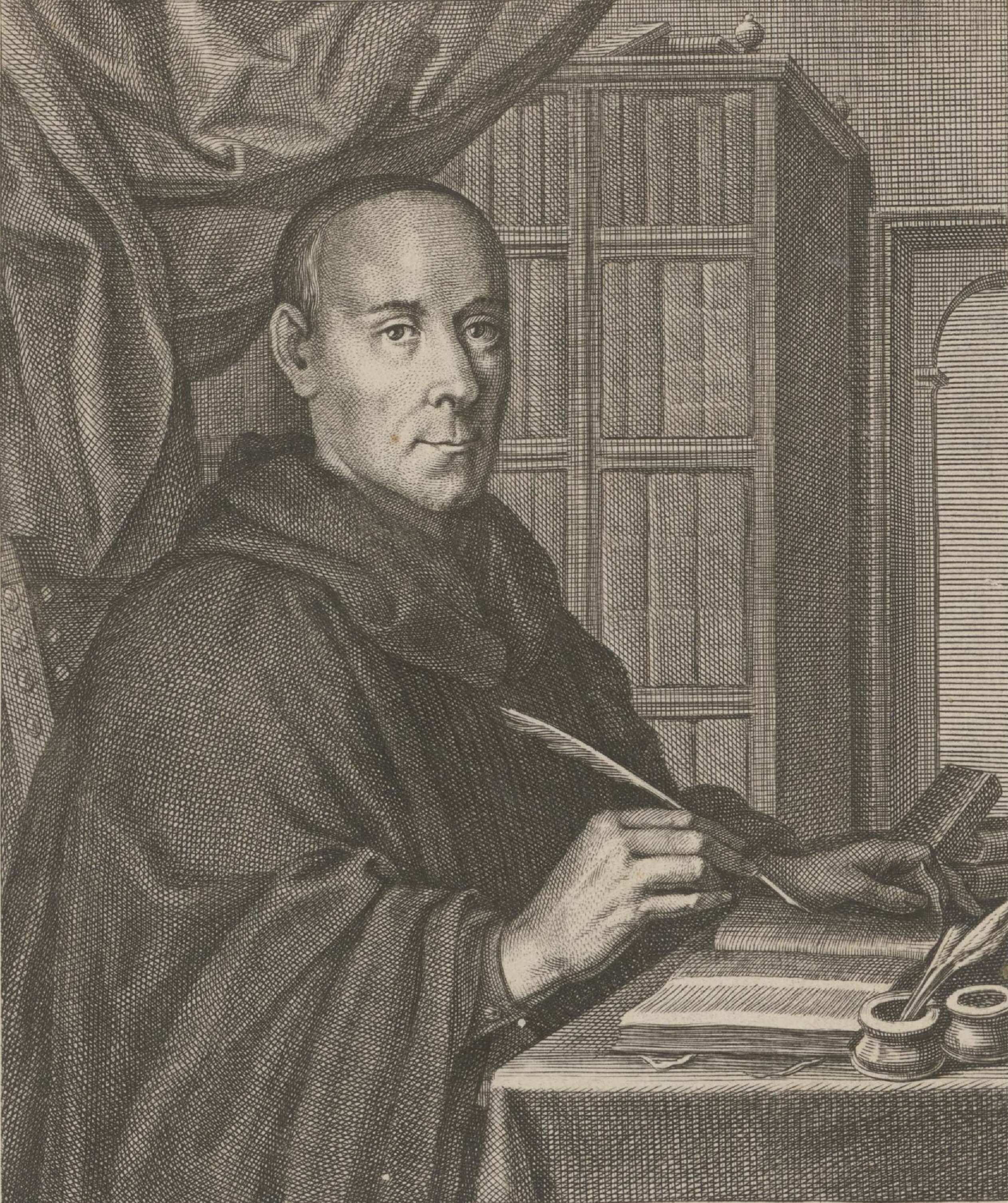
Portrait de Benito Jerónimo Feijoo à 57 ans (1733). Inscription: "R.mus P. M. F. BENEDICTUS HIERONYMUS FEIJOÒ, / BENEDICTINUS. / Ætat 57". Bibliothèque nationale d'Espagne

## Biographie
Il renonça de bonne heure au monde pour se livrer à l'étude des langues, de l'histoire et des belles-lettres en Espagne des Lumières.
Il fit paraître en 1726 son Teatro crítico universal  (Théâtre critique universel), espèce de revue satirique des opinions, des hommages et des principales professions de la vie, qui eut un succès prodigieux. Cet ouvrage a été traduit par Vaquette d'Hermilly en 1746 (4 volumes in-12).
C'est dans son Teatro crítico universal que le père Feijoo (« el padre Feijoo », comme il est connu dans le monde hispanophone) accusa le musicien Sebastián Durón (1660 - 1716) d'avoir été le responsable de la décadence de la musique espagnole. Il est vrai, pourtant, que Durón est historiquement l'un des principaux responsables de l'introduction en Espagne des influences musicales italiennes, mais des musicologues bien postérieurs à Feijoo, tel Felipe Pedrell, ont fait l'éloge de Durón.
Le même ouvrage contient un texte très controversé à l'époque, « La Défense des femmes », où il argumente face à une culture misogyne sur l'égalité intellectuelle entre hommes et femmes, dans la limite de ce que permet l'Église. Il indique :

« Je me suis mis dans de sérieux ennuis. Ce n'est plus seulement une foule d'ignorants avec qui j'entre dans la mêlée : défendre toutes les femmes revient à offenser tous les hommes : car il est rare qu'ils ne s'intéressent pas à la préséance de leur sexe tout en écartant l'autre. L’opinion commune vilipendant les femmes s’est tellement répandue qu’elles peinent à admettre quoi que ce soit de bon à leur sujet. »

Son texte le fait quelquefois désigner comme le précurseur du féminisme en Espagne.
Feijoo est aussi auteur des Lettres curieuses et instructives, Madrid, 1748, 8 volumes in-8.
Pedro Rodríguez de Campomanes a donné une édition de ses Œuvres avec une Vie de l'auteur, Madrid, 33 volumes in-8.
Le père Feijoo a influencé la philosophie de Gustavo Bueno. La Fondation Gustavo Bueno est responsable de l'édition numérique des oeuvres de Feijoo.